# Хабариха (Коми)
Хабари́ха (коми Хабариха) — село в Усть-Цилемском районе Республики Коми России. Административный центр сельского поселения Хабариха.

## История
В «Списке населенных мест Российской империи», изданном в 1861 году, населённый пункт упомянут как деревня Хабарицкая Мезенского уезда (2-го стана), при реке Печоре, расположенная в 728 верстах от уездного города Мезень. В деревне насчитывалось 10 дворов и проживал 101 человек (42 мужчины и 59 женщин).
По состоянию на 1920 год, в деревне Хабарица имелось 37 дворов и проживало 150 человек (58 мужчин и 92 женщины). В административном отношении деревня являлась центром Хабарицкого общества Устьцилемской волости Печорского уезда.

## География
Село находится в северо-западной части Республики Коми, на правом берегу реки Печора, вблизи места впадения в неё реки Хабариха, на расстоянии примерно 40 километров (по прямой) к северо-северо-востоку (NNE) от села Усть-Цильма, административного центра района. Абсолютная высота — 22 метра над уровнем моря.

### Часовой пояс
Хабариха, как и вся Республика Коми, находится в часовой зоне МСК (московское время). Смещение применяемого времени относительно UTC составляет +3:00.

## Население
| 2010 |
| ---- |
| 395  |

Гендерный состав
По данным Всероссийской переписи населения 2010 года в гендерной структуре населения мужчины составляли 52,9 %, женщины — соответственно 47,1 %.
Национальный состав
Согласно результатам переписи 2002 года, в национальной структуре населения русские составляли 93 % из 447 чел.

## Инфраструктура
В селе функционируют средняя общеобразовательная школа, детский сад, фельдшерско-акушерский пункт (структурное подразделение Усть-Цилемской ЦРБ) и отделение Почты России.

## Улицы
Уличная сеть села состоит из десяти улиц.